# ابلین
ابلین (به عربی: إبلین) یک منطقهٔ مسکونی در سوریه است که در استان ادلب واقع شده‌است. ابلین ۲٬۹۴۹ نفر جمعیت دارد.